# Powderham Castle
Powderham Castle – ufortyfikowany dwór (zamek) w hrabstwie Devon w Anglii, położony na zachodnim brzegu estuarium rzeki Exe w pobliżu wsi Kenton, około 10 km na południe od Exeter.
Zamek stanowi część majątku ziemskiego o powierzchni 3500 akrów (1416 ha), obejmującego również ogrody, park zamieszkany przez stado danieli (ok. 600 osobników), lasy oraz ziemie uprawne.
Zamek jest zabytkiem klasy I, a należące do posiadłości ogrody i park stanowią zabytek klasy II*. Posiadłość pozostaje własnością rodu Courtenay, zamieszkującego na zamku. Otwarta jest ona jednak dla zwiedzających.

## Historia
Zamek wzniesiony został pod koniec XIV wieku przez Philipa Courtenaya, syna Hugh de Courtenaya, hrabiego Devonu. W latach 1645–1646, podczas angielskiej wojny domowej zamek oblegany był i ostatecznie został zdobyty przez parlamentarzystów, doznając znacznych uszkodzeń. W XVIII i XIX wieku kilkakrotnie poddawany był rozbudowie. W latach 1794–1796 zbudowany został pokój muzyczny, zaprojektowany przez Jamesa Wyatta. W latach 1835–1861 przeprowadzona została przebudowa zamku w stylu neogotyckim, według projektu Charlesa Fowlera.
W latach 1771–1774 na terenie należącego do posiadłości parku zbudowana została trójścienna wieża, Powderham Belvedere, z której roztacza się widok na estuarium rzeki Exe. Wieża została zniszczona w wyniku pożaru w latach 50. XX wieku. Zachował się jedynie szkielet budowli.
Od momentu powstania zamek znajdował się w posiadaniu rodu Courtenay. Od 1831 roku członkowie linii rodowej zamieszkującej w Powderham tytułowani są hrabiami Devonu (na mocy aktu parlamentu brytyjskiego z tegoż roku retrospektywnie tytuł ten przysługiwał również ich przodkom, począwszy od 1556 roku).
W 1952 roku zamek wpisany został na listę zabytków, a w 1959 roku posiadłość otwarta została dla zwiedzających.

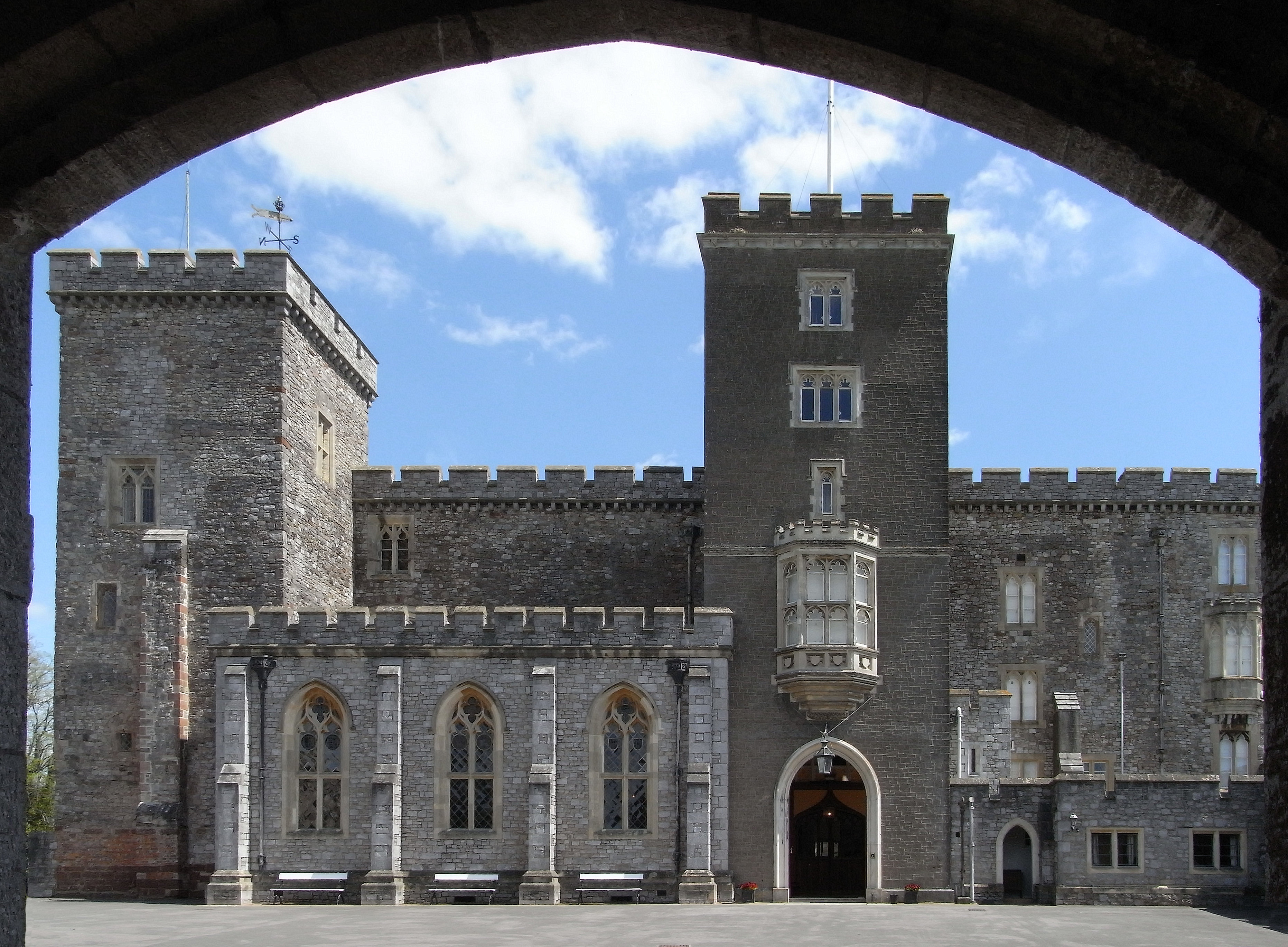
Zachodnia fasada zamku widziana z bramy wjazdowej
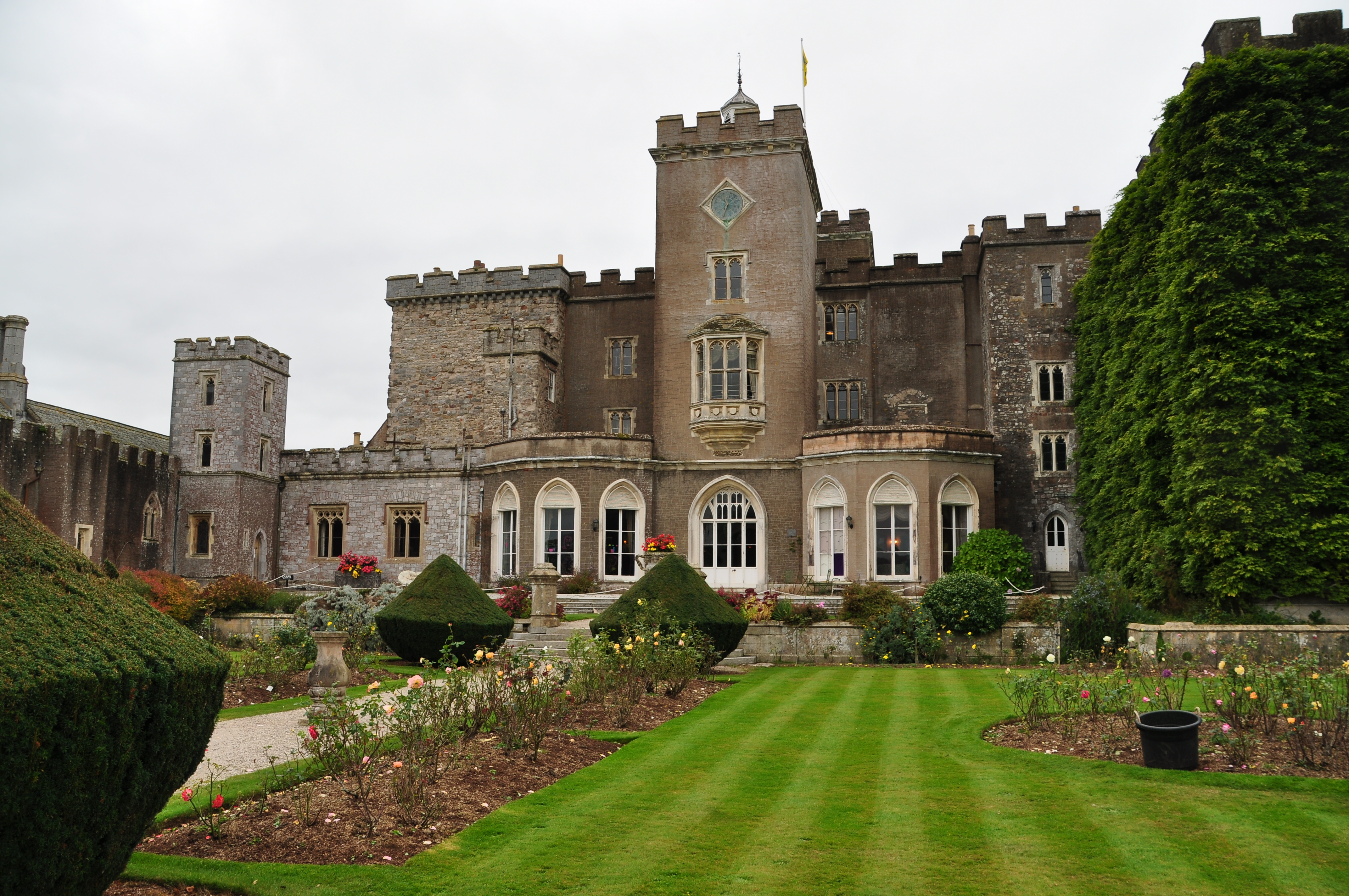
Wschodnia fasada zamku i ogrody różane
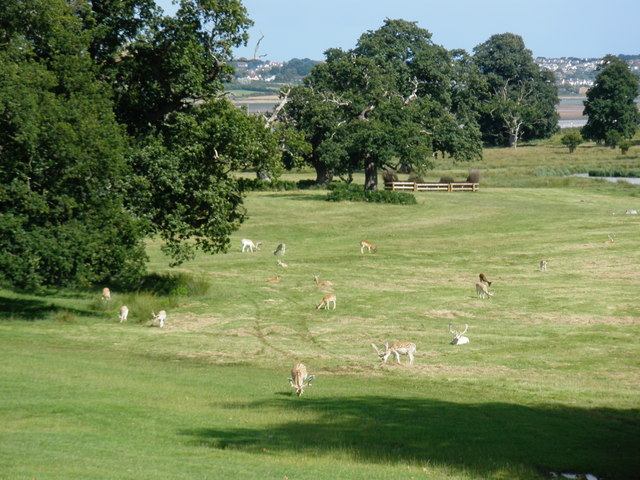
Park z populacją danieli
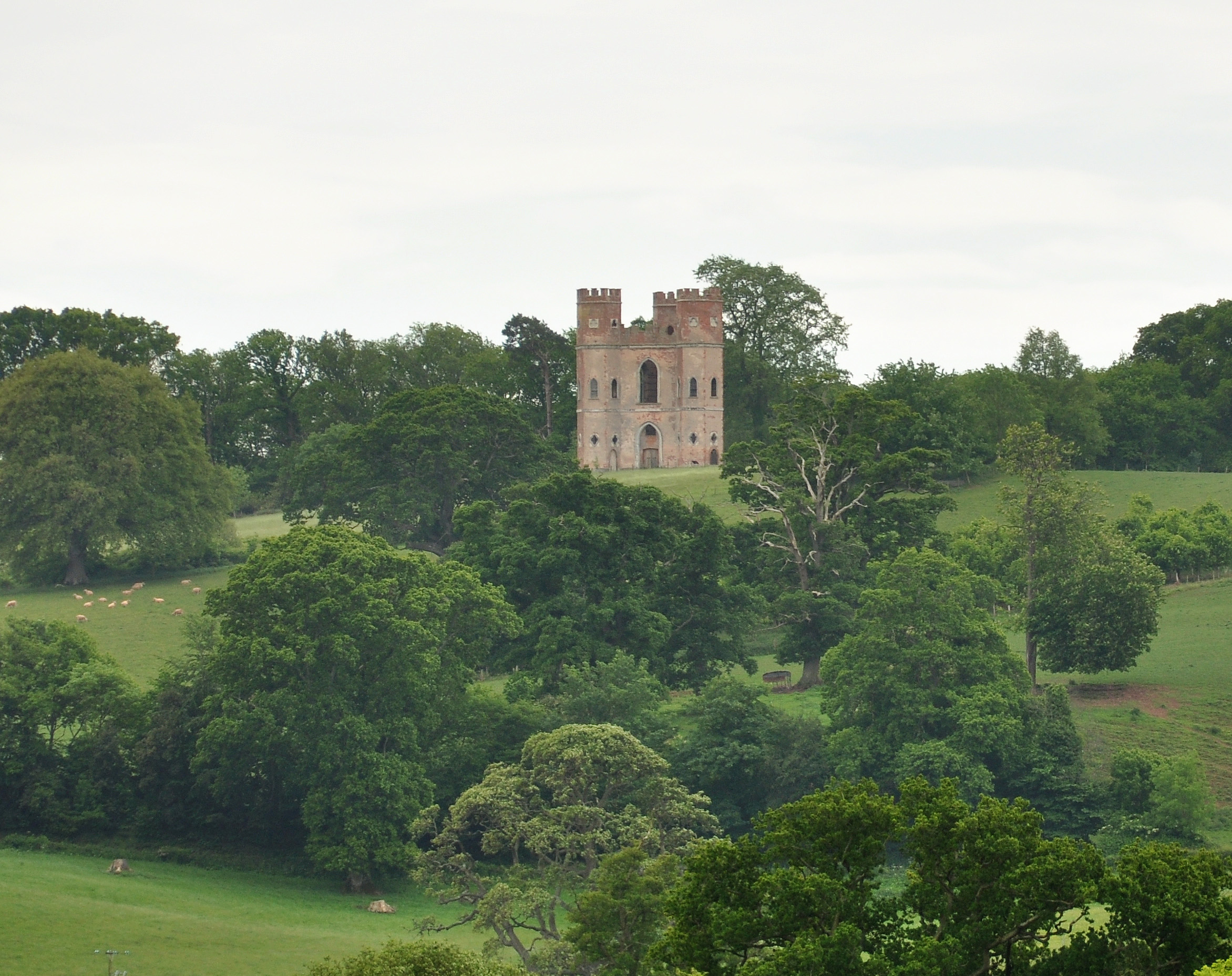
Powderham Belvedere widziany od strony rzeki Exe